# José Luis González (lekkoatleta)
José Luis González Sánchez (ur. 8 grudnia 1957 w Villaluenga de la Sagra) – hiszpański lekkoatleta, średniodystansowiec, pięciokrotny halowy mistrz Europy i trzykrotny olimpijczyk.
Zdobył brązowy medal w biegu na 3000 metrów na mistrzostwach Europy juniorów w 1975 w Atenach. W tym samym roku zajął 2. miejsce w biegu juniorskim na mistrzostwach świata w biegu przełajowym w Rabacie.
Wystąpił w biegu na 1500 metrów na igrzyskach olimpijskich w 1980 w Moskwie, ale odpadł w półfinale. Zwyciężył na tym dystansie na halowych mistrzostwach Europy w 1982 w Mediolanie. Odpadł w półfinale tej konkurencji na pierwszych mistrzostwach świata w 1983 w Helsinkach. Zdobył srebrny medal w biegu na 1500 metrów na igrzyskach śródziemnomorskich w 1983 w Casablance, przegrywając jedynie z Saïdem Aouitą, a także złoty medal w biegu na 800 metrów na mistrzostwach ibero-amerykańskich w Barcelonie. Odpadł w eliminacjach biegu na 1500 metrów na igrzyskach olimpijskich w 1984 w Los Angeles.
Zdobył srebrny medal w biegu na 1500 metrów na światowych igrzyskach halowych w 1985 w Paryżu (wyprzedził go tylko Australijczyk Michael Hillardt. Zwyciężył w tej konkurencji na halowych mistrzostwach Europy w 1985 w Pireusie, a także na halowych mistrzostwach Europy w 1986 w Madrycie.
1 marca 1986 w Oviedo ustanowił halowy rekord świata w biegu na 1500 metrów czasem 3:36,03. Zajął 4. miejsce na tym dystansie na mistrzostwach Europy w 1986 w Stuttgarcie. Zwyciężył w biegu na 3000 metrów na halowych mistrzostwach Europy w 1987 w Liévin.
Zdobył srebrny medal w biegu na 1500 metrów na mistrzostwach  świata w 1987 w Rzymie, przegrywając jedynie z Abdim Bile z Somalii. Po raz piąty został halowym mistrzem Europy, zwyciężając na dystansie 3000 metrów na mistrzostwach w 1988 w Budapeszcie. Zdobył srebrny medal w tej konkurencji na halowych mistrzostwach świata w 1989 w Budapeszcie (przegrał tylko z Saïdem Aouitą). Na mistrzostwach Europy w 1990 w Splicie zajął 6. miejsce w biegu na 1500 metrów, a na halowych mistrzostwach świata w 1991 w Sewilli był 7. w biegu na 3000 metrów. Odpadł w półfinale biegu na 1500 metrów na mistrzostwach  świata w 1991 w Tokio.
Zdobył brązowy medal w biegu na 3000 metrów na mistrzostwach w 1992 w Genui. Odpadł w eliminacjach biegu na 1500 metrów na igrzyskach olimpijskich w 1992 w Barcelonie.
González był mistrzem Hiszpanii w biegu na 1500 metrów w 1976, 1979, 1980 i 1986, w biegu na 5000 metrów w 1990 i w biegu przełajowym w 1980 i 1981.
Był pięciokrotnym rekordzistą Hiszpanii w biegu na 1500 metrów do wyniku 3:30,92 uzyskanego 16 lipca 1985 w Nicei i dwukrotnym w biegu na 5000 metrów do wyniku 13:12,34 osiągniętego 4 lipca 1987 w Oslo.